# Бурти (доплив Дністра)
Бурти — потік в Україні у Чортківському районі Тернопільської області. Лівий доплив річки Дністра (басейн Дністра).

## Опис
Довжина потоку приблизно 8,25 км, найкоротша відстань між витоком і гирлом — 6,44  км, коефіцієнт звивистості річки — 1,28 . Формується декількома струмками та загатами.

## Розташування
Бере початок у селі Шупарка. Тече переважно на південний схід понад Шупарський ботанічним заказником та понад горою Колодрібка (298 м) і у селі Колодрібка впадає у річку Дністер.